# Ceglie Messapica
Ceglie Messapica är en stad i Apulien, södra Italien, 40 km väst om Brindisi.  Kommunen hade 19 833 invånare (2017) och gränsar till kommunerna Francavilla Fontana, Martina Franca, Cisternino, Ostuni, San Michele Salentino, San Vito dei Normanni och Villa Castelli.